# Caça às baleias nas Ilhas Feroe

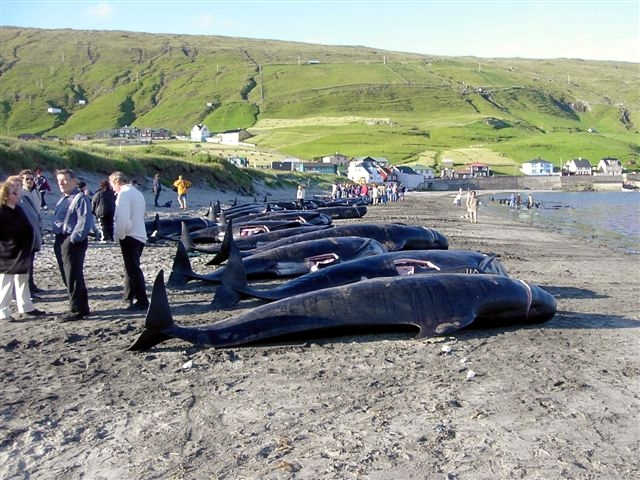
Baleias-piloto mortas em uma das baías das Ilhas Feroe

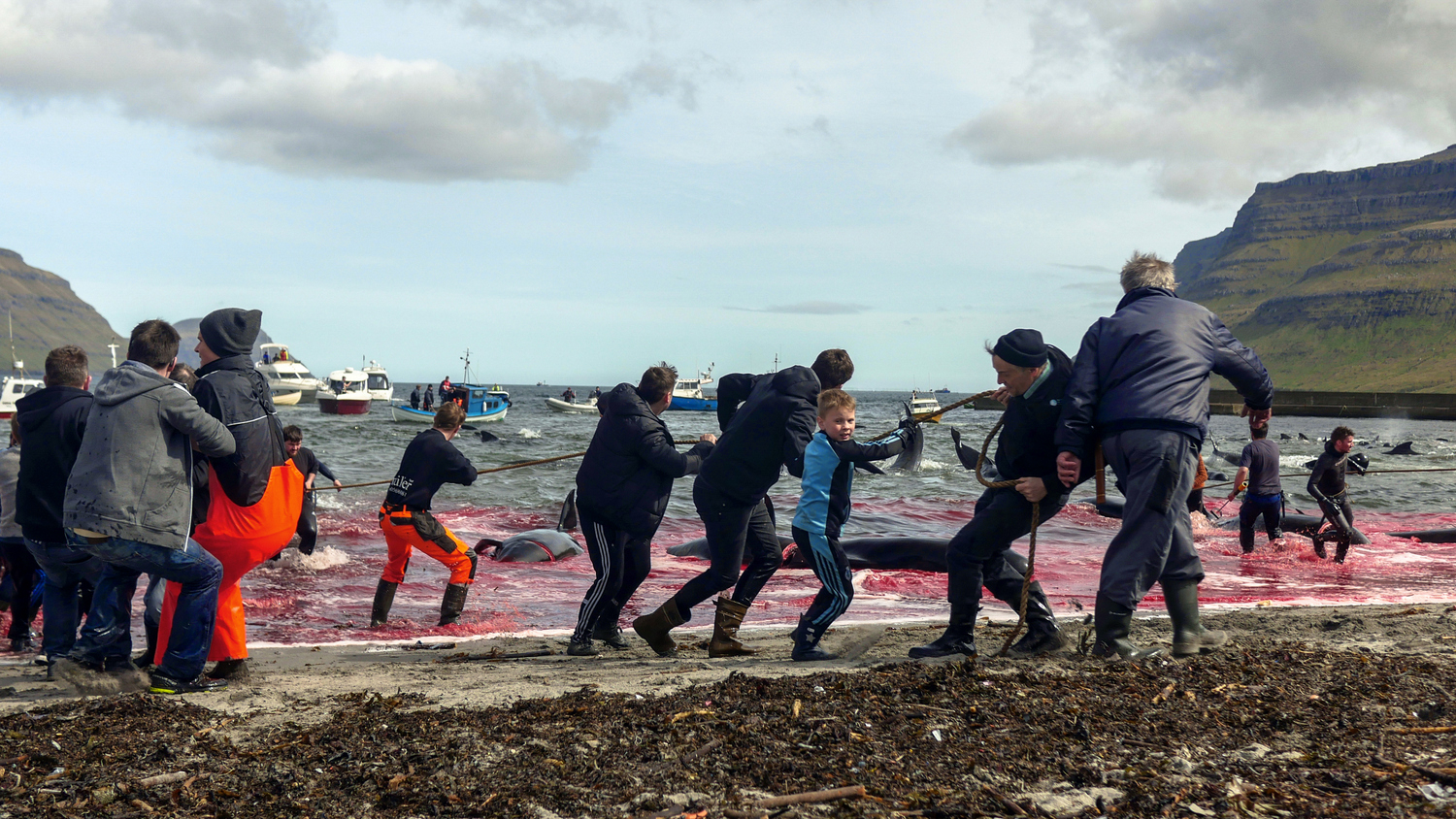
Baleias mortas em uma das baías das Ilhas Feroe

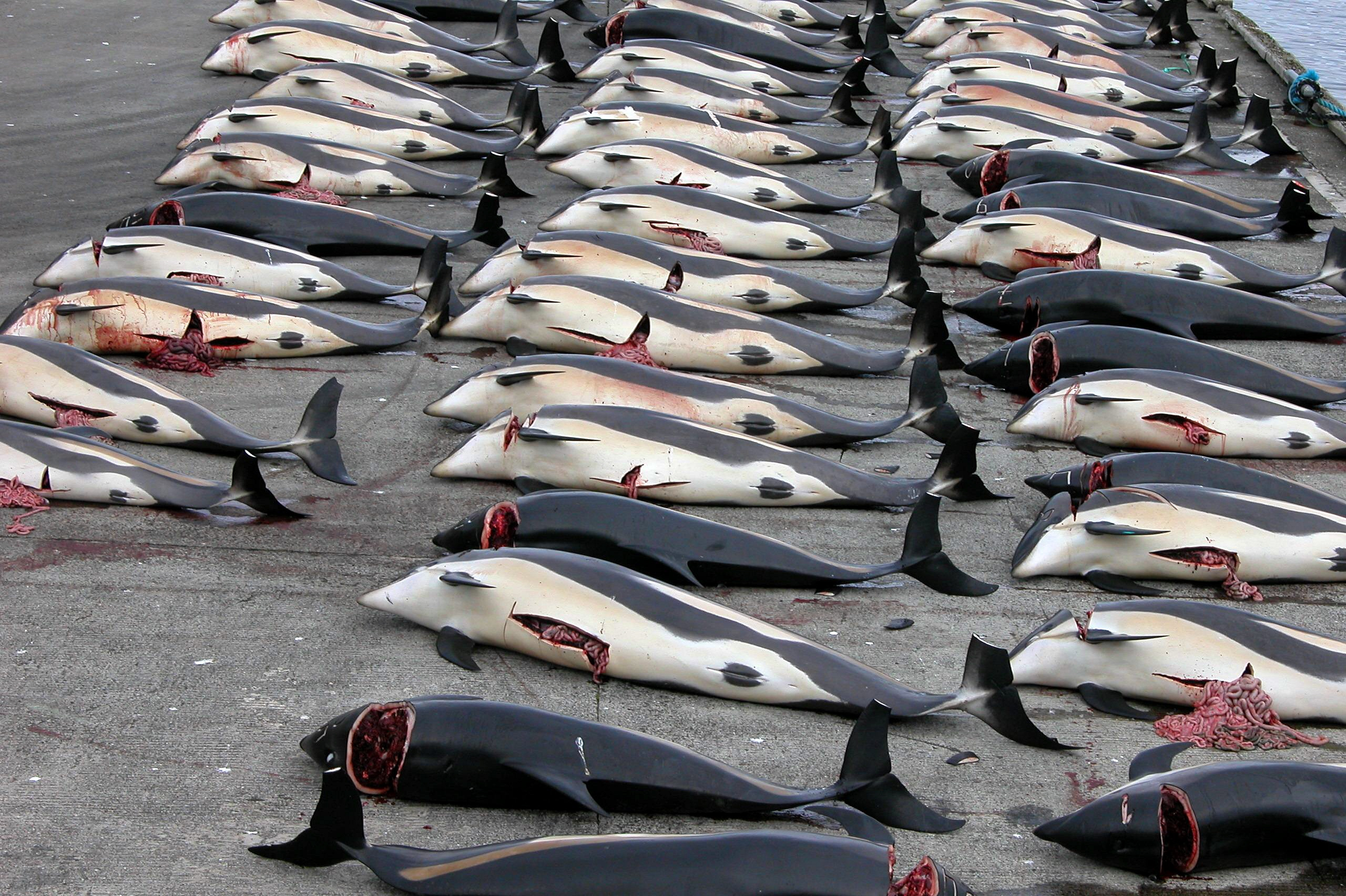
Baleias mortas em uma das baías das Ilhas Feroe

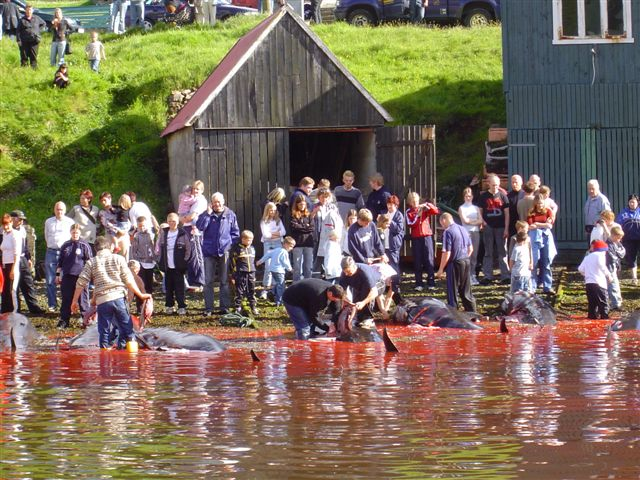
Baleias mortas em uma das baías das Ilhas Feroe

A caça às baleias nas Ilhas Feroe (em língua feroesa: grindadráp), no Atlântico Norte, tem sido praticada desde o tempo dos primeiros assentamentos nórdicos nas ilhas e é regulada pelas autoridades locais. Anualmente, centenas de baleias-piloto-de-aleta-longa (Globicephala melenas) e alguns golfinhos-de-laterais-brancas-do-atlântico (Lagenorhynchus acutus) são mortos, principalmente durante o verão. As caçadas, chamadas de grindadráp  no idioma feroês, não são comerciais e são organizados pela própria comunidade. Os caçadores primeiro cercam um grupo de baleias-piloto no mar com um grande semicírculo formado por barcos. Os barcos então levam as baleias-piloto até uma baía ou para o fundo de um fiorde, onde todas são abatidas por habitantes locais.
Os registros de caças às baleias nas ilhas datam de 1584 e a atividade é regulada pelas autoridades locais, mas não pela Comissão Baleeira Internacional, pois há divergências sobre a autoridade legal desta comissão para regular a caça de cetáceos. Uma lança é usada para cortar a medula espinhal dos animais, que também serve a maior parte de sangue para o cérebro, garantindo tanto a perda de consciência e morte em poucos segundos. A lança espinal tem sido introduzida como equipamento padrão preferido para matar as baleias piloto e tem reduzido o tempo de morte das baleias para uma média entre 1 e 2 segundos.
Este tipo de atividade é legal e fornece alimento para muitas pessoas que moram nas ilhas. No entanto, apesar da população local considerar a caça uma parte importante de sua cultura e da história das ilhas, grupos de direitos dos animais, como a Sea Shepherd Conservation Society, criticam as caçadas como sendo cruéis e desnecessárias. As discussões sobre a sustentabilidade da caça às baleias-piloto nas Ilhas Faroe também é outro fator apontado, mas com uma captura média de longo prazo de cerca de 800 baleias-piloto por ano, o impacto não é considerado significativo sobre a população de baleias.